# Criterion Games
 (décembre 2018).
Si vous disposez d'ouvrages ou d'articles de référence ou si vous connaissez des sites web de qualité traitant du thème abordé ici, merci de compléter l'article en donnant les références utiles à sa vérifiabilité et en les liant à la section « Notes et références ».
Criterion Games est un studio de développement de jeux vidéo connu notamment pour avoir produit la série des jeux Burnout et développé le moteur graphique RenderWare utilisé en tant que logiciel tiers par d'autres sociétés.
Basée dans le Comté de Surrey (Angleterre) et possédant des filiales aux États-Unis, en France et au Japon, elle édite l'intergiciel Renderware, fournissant aux développeurs de jeu des fonctionnalités de graphisme, de son, de physique et, jusqu'en 2005, d'intelligence artificielle (technologie appartenant à Kynogon), ainsi que Renderware Studio, destiné à faciliter le travail de groupe et la portabilité des développements sur différentes plateformes de jeux.
La société est à l'origine de plusieurs jeux dont la franchise Burnout, et possède un service de support collaborant à la réalisation d'autres titres.

## Historique
Anciennement propriété de Canon, Criterion est racheté par Electronic Arts lors de l'été 2004 pour un montant de 40 millions de livre sterling. L'entreprise travaille avec des sociétés telles que Sega, Sony ou encore Rockstar. Les bureaux américains et japonais sont fermés en 2005 et 2006 au profit d'un recentrage sur l'Angleterre et la France pour le développement de technologies pour les consoles de salons les plus puissantes et pour le mobile.
L'éditeur fournit gratuitement une version « éducation » de Renderware3.
Bien qu'EA ait voulu la poursuite de l'activité intergicielle, l'attitude assez circonspecte des grands éditeurs face à l'idée d'utiliser une technologie détenue par leur principal concurrent causa un arrêt de la commercialisation de la version NextGen, RenderWare4, puis une extinction progressive de la volonté de commercialisation de RenderWare3, dont les ventes aux sociétés tierces s'arrêtent mi-2006.
En novembre 2024, Electronic Arts annonce la création des Battlefield Studios Europe, composés des studios de développement DICE et Criterion, qui collaborent avec les studios nord-américains Motive et Ripple Effect dans la réalisation des prochains jeux de la licence Battlefield. Rebecka Coutaz, vice-présidente et directrice générale de DICE, est placée à la tête de cette nouvelle organisation,.

## Jeux développés
| Titre                         | Année | Plate(s)-forme(s)                                            |
| ----------------------------- | ----- | ------------------------------------------------------------ |
| Scorched Planet               | 1996  | Windows                                                      |
| Sub Culture                   | 1997  | Windows                                                      |
| Redline Racer                 | 1998  | Windows                                                      |
| TrickStyle                    | 1999  | Dreamcast, Windows                                           |
| Suzuki Alstare Extreme Racing | 1999  | Dreamcast, Game Boy Color                                    |
| Deep Fighter                  | 2000  | Dreamcast, Windows                                           |
| Burnout                       | 2001  | PlayStation 2, Xbox, GameCube                                |
| AirBlade                      | 2002  | PlayStation 2                                                |
| Burnout 2: Point of Impact    | 2002  | PlayStation 2, Xbox, GameCube                                |
| Burnout 3: Takedown           | 2004  | PlayStation 2, Xbox                                          |
| Burnout Revenge               | 2005  | PlayStation 2, Xbox, Xbox 360                                |
| Burnout Legends               | 2005  | PlayStation Portable                                         |
| Black                         | 2006  | PlayStation 2, Xbox                                          |
| Burnout Dominator             | 2007  | PlayStation 2, PlayStation Portable                          |
| Burnout Paradise              | 2008  | PlayStation 3, Xbox 360, Windows                             |
| Need for Speed: Hot Pursuit   | 2010  | PlayStation 3, Xbox 360, Windows                             |
| Burnout Crash!                | 2011  | PlayStation Network, Xbox Live Arcade, iOS                   |
| Need for Speed: Most Wanted   | 2012  | PlayStation 3, PlayStation Vita, Xbox 360, Windows, Wii U    |
| Need for Speed Rivals         | 2013  | PlayStation 3, PlayStation 4, Xbox 360, Xbox One, Windows    |
| Battlefield Hardline          | 2015  | PlayStation 3, PlayStation 4, Xbox 360, Xbox One, Windows    |
| Star Wars Battlefront II      | 2017  | Windows, PlayStation 4, Xbox One                             |
| Battlefield V                 | 2018  | Windows, PlayStation 4, Xbox One                             |
| Need for Speed Heat           | 2019  | Windows, PlayStation 4, Xbox One                             |
| Battlefield 2042              | 2021  | Windows, PlayStation 4, PlayStation 5, Xbox One, Xbox Series |
| Need for Speed Unbound        | 2022  | Windows, PlayStation 5, Xbox Series                          |
| Battlefield 6                 | 2025  | Windows, PlayStation 5, Xbox Series                          |